# 车府增十六
仙女座ο（ο And / ο Andromedae/车府增十六/车府增二十/车府增廿）是仙女座的一个恒星系统，距离地球约692光年。
仙女座ο是双星，两颗成员星都是分光双星，所以它实际上是一个四星系统。这个系统作为一个整体被分类为蓝白B型巨星，平均组合视星等为+3.62。
两颗最亮的成员星ο Andromedae A 和 ο Andromedae B 距离0.34弧秒，绕行周期为69.6年。A星与其伴星距离0.05弧秒。A星是一颗仙后座γ变星，亮度在+3.58到+3.78之间变化。这反过来使得测定A星双星系统的绕行周期变得困难。B星的伴星在1989年发现，系统绕行周期为33.01年。

## 位置

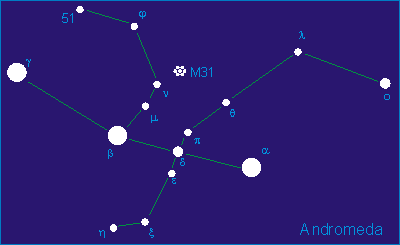
仙女座主星示意图

该星在仙女座的位置可以在以下图表中看到：